# 女界鐘
《女界鐘》是金天翮表達女權、女學思想的主要著作，內容分為〈女子之道德〉、〈女子之品性〉、〈女子之能力〉、〈女子教育之方法〉、〈女子之權利〉、〈女子參預政治〉和〈婚姻進化論〉等篇章，詳細說明金天翮對女性問題的見解，並宣揚男女平等及支持女性爭取個人權利。

## 提倡女學的目的
金天翮認為提倡女學能令國家興旺，因此有其必要性。他不但肯定教育的必要性，「無教育之民與禽獸萬物何以異也」，更表示「教育者造國民之器械也。女子與男子，各居國民之半部份，是教育當普及，吾未聞有偏枯之教育而國不受其病者也。身體亦然，其左部不仁，則右部亦隨之而廢。教育者，又精神之庫也，無精神之教育，是禁人之食谷麥而雜堆雀鼠以為糧者也」。另外，他亦以英國的傅萼紗德夫人之言，「大抵女權不昌之國，其於鄰亡亦近」，重申國家興衰與女學甚有關係。若要國家富強必先興女學，當女性與男性同樣享有接受教育的權利時，知識便能有效地傳播，有助國家變成強盛。

## 女學的內容
金天翮所提倡的女學內容其中一個宗旨是讓女子成為 “思想發達、改造風氣”的人，令她們能夠吸收新知識，擴闊視野，從而參與社會的事務 。在《女界鐘》中，金天翮表示 “夫巾幗而欲含有新造中華之資格，舍教育其仍無由”，因此 “今日設女子師範學校，誠為第一要義”。此外，若女子有 “勤勉之志趣，聰秀之質性，三年卒業，而畀以相當之職任” 。因此，金天翮所建議的三年的課程內容亦包含多方面內容，如第一學年須修讀文法及英文，更有其他科目如歷史、地理、心理學、哲學、倫理學、圖畫等 ，因為金認為 “故吾寧以經濟、法律、哲學導其理想，而以理化、測繪致諸實行。若夫倫理者，實含有家政者也。歷史、地理、算學者，普通之必要也。心理者，備教育之用也。夫教育其尤為女子之天職哉﹗” 當然，女子在學成之後，不應只局限於成為蒙學教員、幼稚園保姆、管理學校及游學歐美，更應善用她們擁有沉細美妙的心和富於感情這優勢，參與女子教育會、婦人談話會、甚至是女學生同盟會和預備政議會 。因此，女學的內容需為她們提供學習不同知識範疇的渠道，以增廣女性的見聞並參與不同的行業。
此外，金天翮的教育宗旨較著重協助女性發展個人潛能及爭取女權，使她們能擁有較大的自主權，可以決定個人在社會上的角色。金天翮的教育宗旨包括以下八點︰ “教成高尚純潔、完全天賦之人； 教成擺脫壓制、自由自在之人；教成思想發達、具有男性之人；教成改造風氣、女界先覺之人；教成體質強壯、誕育健兒之人；教成德性純粹、模範國民之人；教成熱心公德、悲憫眾生之人；教成堅貞激烈、提倡革命之人。”在以上的宗旨可見，金天翮較著重女性個人的發展，希望女性從教育中可發展獨立的人格，而非女性能否在接受教育後進一步迎合傳統社會及家庭的角色。

## 女性權利/天賦的看法
金天翮亦指出女性分別擁有入學、交友、營業、掌握財產、出入自由和婚姻自由的權利 。當中，他視女子接受教育為獲得其他權利的基礎。當女子能與男子一樣接受教育、擁有學識後，便能逐漸得到其他權利 。此外，金更大力倡導女子參政，他表示女性在政治上應享有與男性平等的權利，因為“女性者，文字之優美，哲理之深秘，技術之高尚…觀其濡染於女性之深，而知女性之感化力之大，則異日女子必立於顯著的地位” ，他更表示 “吾祝吾女子之得為議員，吾尤願異日中國海軍、陸軍、大藏、參謀、外務省皆有女子之足跡”，甚至聲稱 “二十世紀新中國、新政府不握於女性之手，吾死不瞑，願吾同胞亦死不瞑” ，以視他希望女性得到政治上平等權利的意願。
此外，金天翮從科學的角度，根據當時歐洲流行的學說，通過比較腦袋的大小來判辨智力的優劣，因為 “據生理學而驗腦力之優劣，以判人種之貴賤高下”。從克烏才、開德來二氏論歐人男女及斐魯氏對日本男女腦圍的研究，女性的腦圍比男子為大，因此 “則女子者，天所賦使特優於男子者也” 。因此，從生理上可見男女的智力並無分別，兩者之差別在於各有所長。
他不但承認和稱讚女性的能力，“今女子體量之碩大或者不如男人，至於腦力程度直無差異，或更有優焉，此世界所公認也” ，“善女子，汝化眼慧眼也，汝之腕敏腕也，汝之情熱情也，汝之心腸悲憫之心腸也，汝之舌粲花之舌也” ，“女性者，文字之優美，哲理之深秘，技術之高尚，宗教之翕合，姿勢之纖美，語言之柔和，疾病之陰鬱，戀愛之附著，旨是也” ，而且他提倡女學的原因是希望女性能發揮個人能力，從而爭取與男性更平等的社會地位和政治、經濟上等等的權利，為女性的利益著想。